# أماندا جورمان
أماندا جورمان (بالإنجليزية: Amanda Gorman)‏ هي ناشِطة وكاتِبة وشاعرة أمريكية، ولدت في 1998 في لوس أنجلوس في الولايات المتحدة.